# بيل دودغ
بيل دودغ (بالإنجليزية: Bill Dodge)‏ هو لاعب كرة قدم بريطاني، ولد في 10 مارس 1937 في حي هكني في لندن في المملكة المتحدة. لعب مع توتنهام هوتسبير وكريستال بالاس ونادي كيترينغ تاون.